# Leona Woods Marshall
Leona Harriet Woods, també coneguda com a Leona Woods Marshall i Leona Woods Marshall Libby, (La Grange, Illinois, 9 d'agost de 1919 – Santa Monica, Califòrnia, 10 de novembre de 1986) va ser una física americana que va ajudar a construir el primer reactor nuclear i la primera bomba atòmica.

## Biografia
Leona Harriet Woods va ser la segona dels cinc fills de Weightstill Arno Woods, un advocat, i la seva esposa Mary Leona Holderness Woods. Va tenir dues germanes i dos germans. Es va graduar a l'escola secundària de Lyons Township a La Grange als 14 anys, i va rebre la seva llicenciatura en química per la Universitat de Chicago el 1938, a l'edat de 18 anys.
Després de passar els seus exàmens per la qualificació en química, es va apropar al premi Nobel de Física James Franck per ser estudiant de postgrau amb ell, quedant impressionat per una xerrada que va donar el 1939 a les zones de Brillouin. Franck va acceptar, però li va dir que quan era jove, el seu professor li havia advertit que, com a acadèmic jueu, moriria de fam. Franck, per tant, va advertir a Woods que "tu ets una dona i moriràs de fam". Ella va prendre l'avís seriosament i va decidir convertir-se en estudiant de postgrau de Robert Mulliken, qui, al seu torn, un dia es convertiria en un premiat Nobel.
Mulliken li va permetre triar el seu propi problema de recerca i va editar la versió definitiva abans que aparegués a la revista Physical Review. La seva tesi doctoral, "On the Silicon Oxide Bands", preparada sota la supervisió de Mulliken i el químic polonès Stanisław Mrozowski va ser acceptada el 1943.
A l'edat de 23 anys, va ser la més jove i única dona de l'equip que va construir i experimentar amb el primer reactor nuclear del món (després anomenat pile), Chicago Pile-1, en un projecte dirigit pel seu mentor Enrico Fermi. En particular, Woods va ser fonamental en la construcció i després en la utilització de comptadors Geiger per a l'anàlisi durant l'experimentació. Va ser l'única dona present quan el reactor va ser crític. Va treballar amb Fermi en el Projecte Manhattan i, juntament amb el seu primer marit, John Marshall, va ajudar a resoldre el problema de l'enverinament de xenó al lloc de producció de plutoni de Hanford i va supervisar la construcció i el funcionament dels reactors de producció de plutoni de Hanford.

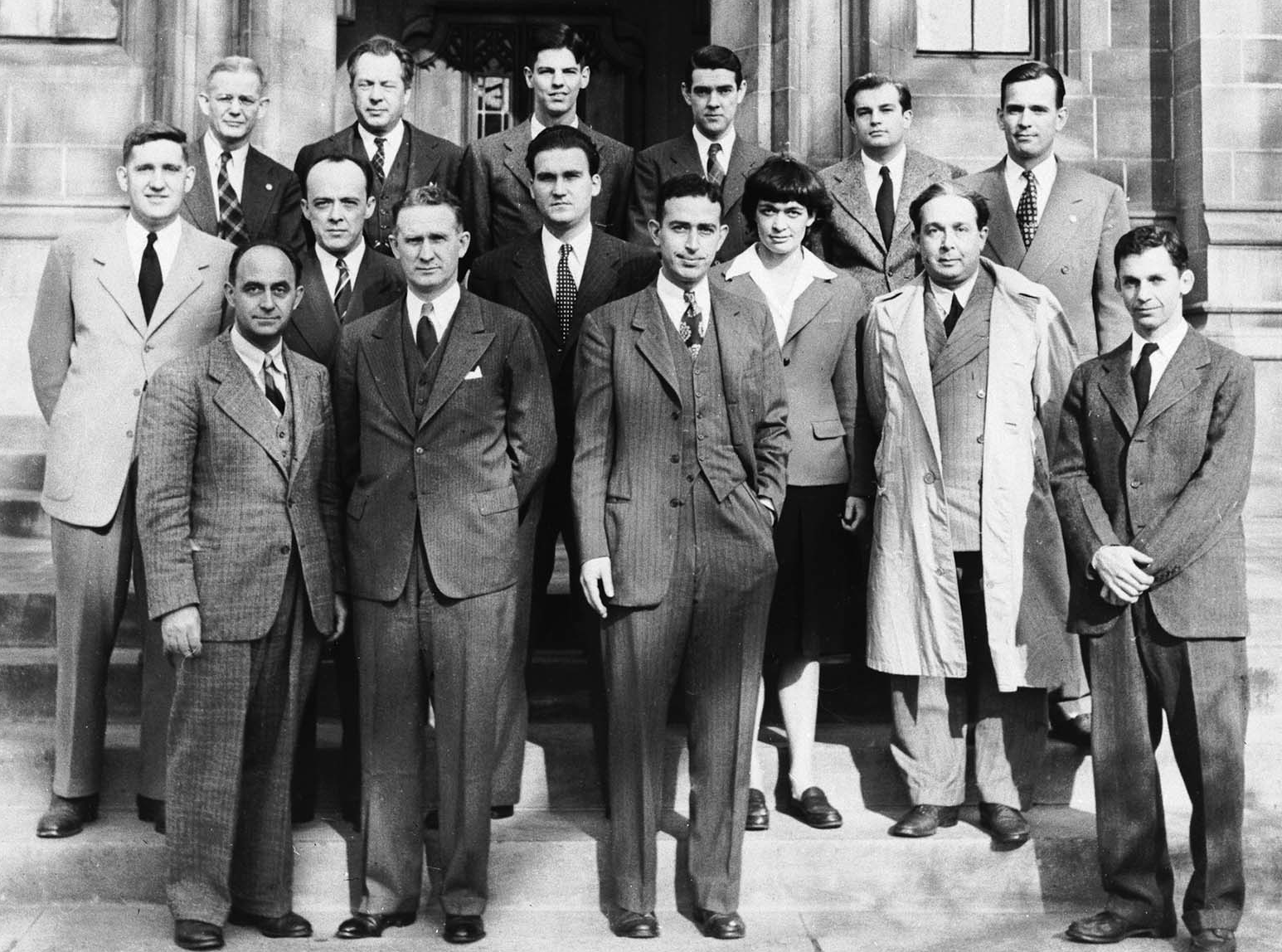
Equip del reactor de la Universitat de Chicago, on figura Leona Woods, única dona, el 1946

Després de la guerra, es va convertir en becària de l'Institut Enrico Fermi. Posteriorment va treballar a l'Institut d'Estudis Avançats de Princeton, el Brookhaven National Laboratory i la Universitat de Nova York, on va esdevenir professora el 1962. La seva investigació va incloure la física d'altes energies, l'astrofísica i la cosmologia. El 1966 es va divorciar de Marshall i es va casar amb el premi Nobel Willard Libby. Va esdevenir professora de la Universitat de Colorado i membre del personal de RAND Corporation. Més endavant es va interessar en qüestions ecològiques i mediambientals, i va idear un mètode per utilitzar els percentatges d'isòtops en els anells dels arbres per estudiar el canvi climàtic. Va ser una ferma defensora de la irradiació alimentària com a mitjà per matar bacteris nocius.